# TV Asahi
Der Fernsehsender TV Asahi ist der Leitsender des All-Nippon News Network, ein Zusammenschluss vieler Fernsehsender, der von der TV Asahi Corporation (株式会社テレビ朝日, Kabushiki-gaisha Terebi Asahi) geführt wird. Er ist auch unter den Namen EX und Tele-Asa (テレ朝, Tere Asa) bekannt. Die japanische Fernsehgesellschaft, deren Hauptsitz in Roppongi, Minato, Tokyo liegt, schreibt ihren eigenen Namen in Kleinbuchstaben als tv asahi. Diese Schreibweise findet bei allen öffentlichen Materialien wie Logos oder Bildmaterialien Anwendung.

## Geschichte

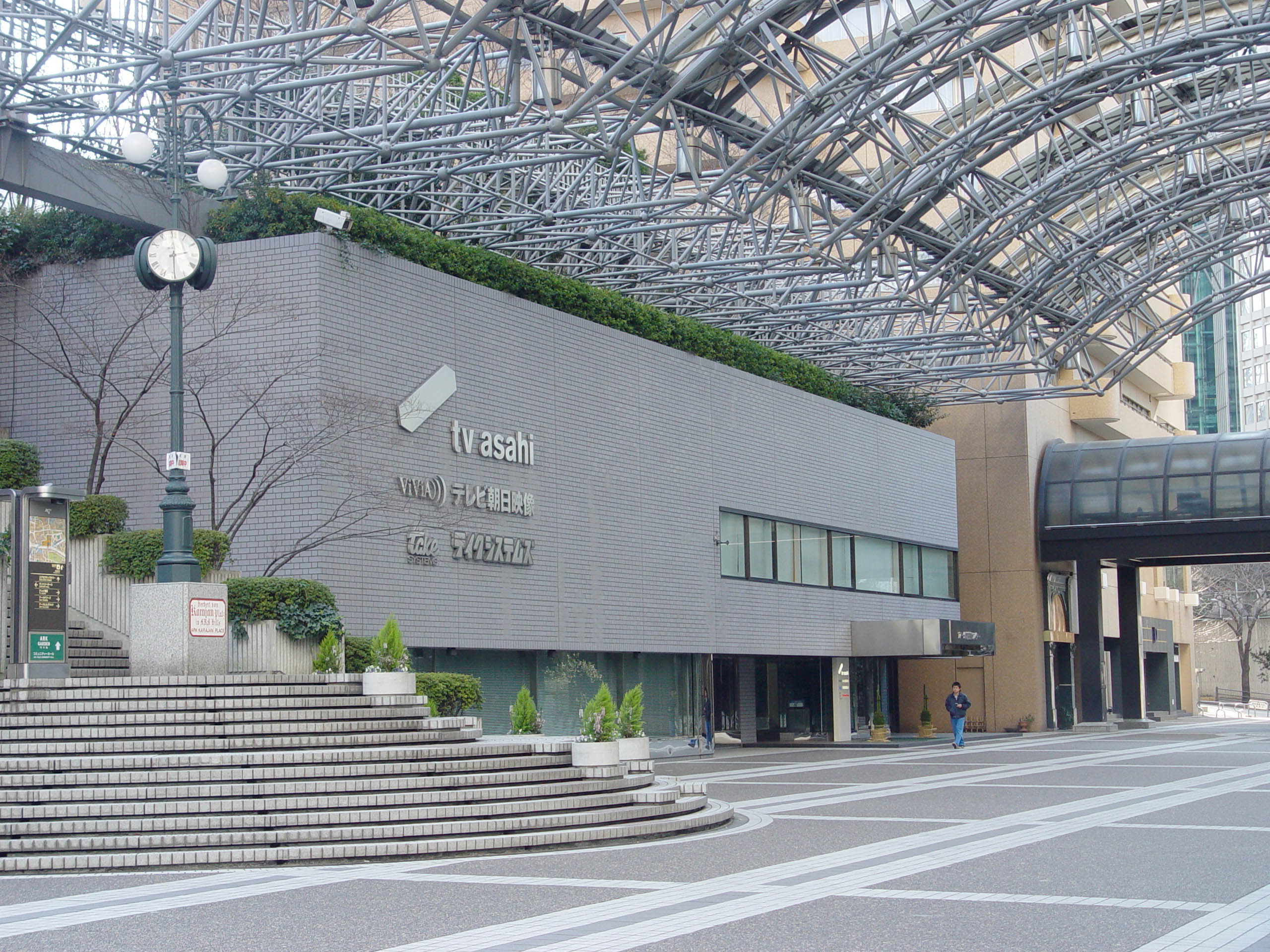
TV Asahi Sendezentrale

Das Unternehmen wurde am 1. November 1959 unter dem Namen Nihon Kyōiku Terebi (株式会社日本教育テレビ, Kabushiki-gaisha Nihon Kyōiku Terebi, engl. Nihon Educational Television Co., Ltd., kurz: NET) gegründet und erwarb bereits am 1. Juli 1957 die provisorische Lizenz zur Ausstrahlung eines Programms. Das Ziel war, ein kommerzielles Bildungs-Fernsehprogramm bereitzustellen, was auch heute noch eine Seltenheit in der Fernsehindustrie ist. Zu dieser Zeit wurde in der Lizenz des Senders festgelegt, dass mindestens 50 Prozent der Sendezeit für bildende Sendungen vorgesehen ist und dabei der Anteil des Bildungsprogramms für Kinder mindestens 30 % der gesamten Sendezeit beträgt. Dieses Modell erwies sich allerdings als ein Fehler.
Im Jahre 1960 änderte NET seine Richtlinien hinsichtlich eines allgemeinen Fernsehprogramms ab. So begann der Sender recht früh mit der Ausstrahlung von Anime und ausländischen Filmen. Um dabei nicht ganz seinen Ruf als „Bildungssender“ zu verlieren und den Auflagen der TV-Lizenz gerecht zu werden, strahlte NET die Programme unter den Titeln „Erweiterung der Emotionalen Wahrnehmung eines Kindes“ und „Bekanntmachung fremder Kulturen“ aus. Zur gleichen Zeit benannte sich der Sender von Nihon Educational Television zu NET TV (NETテレビ, NET terebi) um.
Sieben Jahre später (1967) begann NET TV mit der Ausstrahlung des ersten farbigen Fernsehprogramms.
Die Umwandlung des Programms in ein allgemeines Fernsehprogramm wurde erst im November 1973 abgeschlossen, als NET zusammen mit dem Bildungskanal Channel 12 (heute bekannt als TV Tokyo) eine Lizenz für ein generelles Fernsehprogramm erwarb. Gleichzeitig erfolgte eine weitere Umbenennung zu NET General Television (総合局NET), der am 1. April 1977 eine weitere Umbenennung zu Asahi National Broadcasting Company Limited (全国朝日放送株式会社, Zenkoku Asahi Hōsō Kabushiki-gaisha) folgte.
Im Jahre 1996 wurde die Aktiengesellschaft All-Nippon News Network (ANN) (オールニッポンニュース・ネットワーク, Ōru Nippon Nyūsu Nettowāku) gegründet und es begann eine Reihe von Reformen, wie die Vereinheitlichung der lokalen Netzwerke. Seit Oktober 2000 ist das Unternehmen an der Tokioter Börse notiert.
Am 1. Oktober 2003 wurde der Hauptsitz von Ark Hills Studio nach Roppongi Hills (六本木ヒルズ) verlegt. Das neue Hauptgebäude wurde von Fumihiko Maki entworfen. Gleichzeitig wurde die Gesellschaft in TV Asahi Corporation umbenannt und repräsentiert sich seitdem unter der Marke tv asahi. Zu dieser Zeit zählte das Unternehmen ca. 1300 Mitarbeiter und hatte Finanzeinlagen im Werte von 36.642.800.000 JPY.
Mit Übertragung von internationalen Wettbewerben im Wassersport oder Spielen der Fußball-Weltmeisterschaft und einem populären Late-Night-Show Programm, gelang es TV Asahi 2005 der Sprung an Position zwei der am meisten gesehenen Fernsehprogramme in Japan, knapp hinter Fuji TV, zu schaffen.
Die analoge Antennenausstrahlung wurde zum 24. Juli 2011 eingestellt.

## Sonstiges
Aus Freude über die Deutsche Wiedervereinigung rief der Sender 1990 eine Spendenaktion mit dem Titel Sakura-Campaign ins Leben. Sie erbrachte rund eine Million Euro, mit denen in Berlin und Umgebung bis 2010 über 10.000 Japanische Kirschbäume gepflanzt wurden. 